# UIP (micro IP)
uIP (micro IP) est une implémentation open source de la pile TCP/IP pour les microcontrôleurs 8bit et 16bit utilisés par exemple dans les réseaux de capteurs sans fil ou dans d'autres systèmes communicants embarqués miniatures. Initialement créé par Adam Dunkels du groupe "Networked Embedded Systems" du "Swedish Institute of Computer Science", uIP est disponible sous une licence type BSD, et maintenu par un groupe large de développeurs.
uIP est utile dans les systèmes embarqués car son code et son utilisation de la RAM son minimes. Il a été porté sur plusieurs plateformes incluant des DSP.
En octobre 2008, Cisco, Atmel et SICS ont annoncé une extension de uIP conforme à IPv6, appelée uIPV6.

## Implémentation
uIP fait de nombreux choix de conception inhabituels en vue de réduire les ressources dont il a besoin. L'interface native du logiciel uIP est conçue pour les petits systèmes informatiques sans système d'exploitation.